# Hockey Player
«Hockey Player» — российский журнал, посвящённый хоккею на траве, выходивший в 2007—2017 годах. Первое в истории СССР и России профильное издание по этому виду спорта.

## История
Журнал «Hockey Player» («Хоккейный игрок») был основан в декабре 2007 года по инициативе главного тренера клуба по хоккею на траве «Динамо» из Электростали Игоря Шишкова.
Редактором издания была профессиональная журналистка Ольга Сасорова, ранее работавшая в журналах «Смена» и «Советская женщина», которая к моменту начала издания была болельщицей хоккея на траве.
Первоначально журнал планировался как издание ассоциации хоккея на траве Московской области, ставшей его учредителем. Однако «Hockey Player» стал освещать не только региональный, но и российский и международный хоккей на траве и индорхоккей — от детских турниров до чемпионатов Европы и мира. Часто выпуски были посвящены крупным соревнованиям. Издание специализировалось на эксклюзивных материалах, авторских и переведённых из зарубежной прессы статьях, печатало интервью, фоторепортажи и отчёты с соревнований, аналитические материалы. «Hockey Player» публиковал ответы на письма читателей, публиковал их мнения, проводил конкурсы с призами.
Будучи первым в стране изданием, посвящённым хоккею на траве, «Hockey Player» рассматривался как средство популяризации этого вида спорта как в России, был востребован среди болельщиков и специалистов на Украине, в Белоруссии и других странах ближнего зарубежья. С журналом сотрудничал фотокорреспондент из Нидерландов.
Журнал был включён в подписной каталог, однако интерес к нему не был массовым. Первоначально «Hockey Player» выходил четыре раза в год, впоследствии — три раза в год. Тираж колебался от двух до трёх с небольшим тысяч экземпляров, количество страниц — от 24 до 68.
Последние вышедшие номера датированы 2017 годом.

## Редакция
Редакция располагалась в Электростали по адресу: ул. Красная, 36. Печатался журнал также в Электростали.
В 2015 году в состав редакции входили главный редактор Ольга Сасорова, арт-редактор Юрий Шишлов и ответственный секретарь Ольга Шишкова. Существовал редакционный совет, в который входили представители Федерации хоккея на траве России, ассоциации хоккея на траве Московской области, «Хоккейного центра Московской области».